# 聖誕節麵包 (荷蘭)

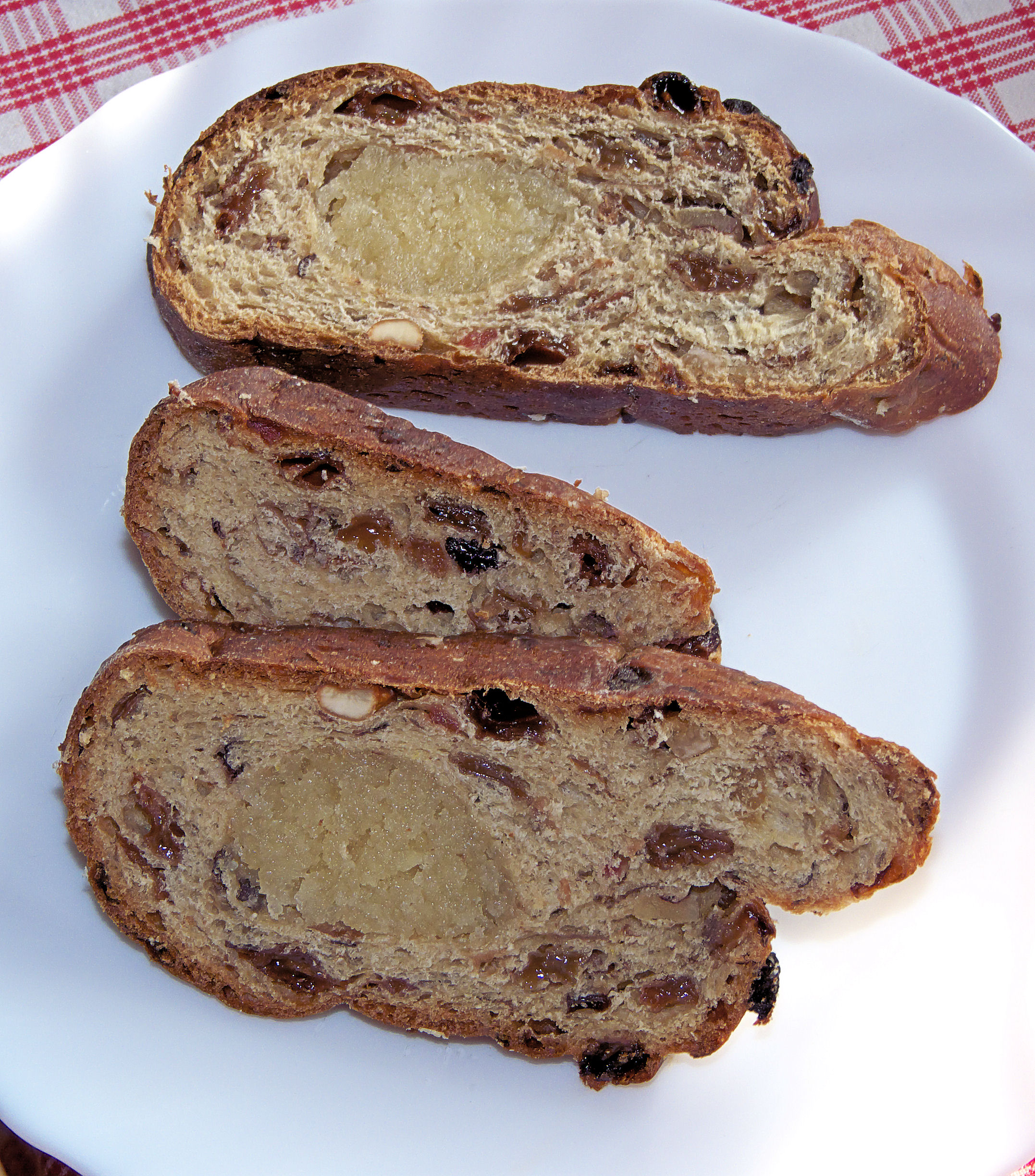
中間含杏仁醬的聖誕節麵包切片

聖誕節麵包（荷蘭語：Kerststol）是一種荷蘭傳統的橢圓形麵包。基本是由商業酵母麵團，搭配果乾、葡萄乾、桑特醋栗、檸檬和橙、果皮屑、水、牛奶、奶油、食糖、香莢蘭、肉桂和白蘭地組成，更豪華的種類可能包括切碎的核桃、扁桃或榛子。